# Rio Grande
 For alternative betydninger, se Rio Grande (flertydig). (Se også artikler, som begynder med Rio Grande)
Rio Grande er en flod, der løber gennem USA og delvist Mexico. Den udgør en stor del af grænsen mellem Mexico og USA. Den hedder Río Bravo (eller Río Bravo del Norte) i Mexico. Floden er  3.051 kilometer lang og den har sit udspring i San Juan-bjergene i delstaten Colorado. Den løber gennem New Mexico, og fra El Paso i Texas danner den, på en strækning på over 2.000 km, grænsen mellem USA og Mexico før den løber ud i den Mexicanske Golf.